# Біплан №1 де Хевілленда
Біплан № 1 де Хевілленда (англ. De Havilland biplane No.1) — перший літак спроектований британським авіаконструктором Джеффрі де Хевіллендом. Початково створений літак не мав назви, а позначення Біплан № 1 з'явилося в літературі вже після створення наступних літаків авторства де Хевілленда.
В 1908 році Джеффрі де Хевілленд з своїм товаришем Френком Херлі розпочали роботу над власним проектом літака. Взявши гроші авансом зі своєї спадщини та орендувавши сарай в Фулхемі, вони побудували літак з відкритим профілем, що складався з дерев'яних балок, скріплених дротовими перетяжками. Крила та хвостове оперення було обшите тканиною. Оскільки авіаційних двигунів тоді не виробляли, де Хевілленд замовив у фірми «Айріс Кар Компані» розробку 4-х циліндрового двигуна з водяним охолодженням. Працюючи на два алюмінієві штовхальні гвинти, він мав потужність 45 кінських сил. В грудні 1909 року було вирішено провести випробування. Літак, пілотом якого був сам де Хевілленд, був спущений для розгону з пагорбу Бекон. В ході цього він зумів піднятись в повітря і пролетів 35 метрів, після чого ліве крило зачепило поверхню і літак зазнав аварії. Сам де Хевілленд не постраждав і зумів врятувати двигун, що був використаний на новій машині.